# Internazionali di Tennis Città di Rovereto
Gli Internazionali di Tennis Città di Rovereto è stato un torneo professionistico maschile di tennis giocato sul cemento indoor facente parte dell'ATP Challenger Tour. È stato inaugurato nel 2023 a Rovereto, città italiana, il torneo appartiene alla categoria Challenger 75.

## Albo d'oro

### Singolare
| Anno | Campione         | Finalista            | Punteggio   |
| ---- | ---------------- | -------------------- | ----------- |
| 2024 | Luca Nardi       | Francesco Maestrelli | 6–1, 6–3    |
| 2023 | Dominic Stricker | Giulio Zeppieri      | 7–6(8), 6–2 |

### Doppio
| Anno | Campioni                                  | Finalisti                       | Punteggio           |
| ---- | ----------------------------------------- | ------------------------------- | ------------------- |
| 2024 | Sriram Balaji Rithvik Choudary Bollipalli | Théo Arribagé Francisco Cabral  | 6–3, 2–6, [12–10]   |
| 2023 | Victor Vlad Cornea Franko Škugor          | Vladyslav Manafov Oleg Prihodko | 6(3)–7, 6–2, [10–4] |